# Pokolj u Izbici
Masakr u Izbici (albanski Masakra e Izbicës) je bio jedan od najvećih pokolja tijekom Rata na Kosovu. 1999. Srpske paravojne postrojbe i vojne snage ubile su između 89 i 166 Albanaca svih uzrasta u selu Izbica, u području Drenica u središtu Kosova 28. ožujka 1999., na muslimanski blagdan Kurban-bajram.
Fond za humanitarno pravo sastavio je 2009. popis ukupno 132 Albanaca ubijenih u Izbici, od kojih su 126 bili civili a 6 pripadnici OVK-a.

## Kronologija
Tijekom Rata na Kosovu i Metiohiji, Izbica se smatrala relativno sigurnim područjem za Albance u bijegu iz susjednih područja, jednim dijelom zbog toga što je tamo sigurnost jamčila Oslobodilačka vojska Kosova (OVK). Do 27. ožujka, tisuće Albanaca iz Drenice našlo je utočište u Izbici. Većina civila pristigla je nakon NATO bombardiranja, kada je JNA započela granatirati okolna područja.
Granatiranje Izbice započelo je u noći 27. ožujka, a te večeri skupina od 50-ak srpskih vojnika, policije i paravojnih postrojba je ušlo u selo.  Nosili su maske ili crnu boju po licima kako ih nitko ne bi prepoznao, tamno-plave ili crne uniforme i duge noževe.
28. ožujka, skoro svi muškarci napustili su selo, ostavivši većinom ženu, djece i starce u Izbici. Na velikom polju sela skupljeno je preostalih tisuću Albanaca tog dana. Bilo je samo 150-ak odraslih muškaraca među njima. Srpske snage prijetile su ubiti sve stanovnike ako im ne daju nešto novca. Nakon što su dobili njihovu ušteđevinu, odvojili su muškarce od žene i djece, kojima je naređeno da otiđu u Albaniju. Muškarci su skupljeni u gomilu te su potom samovoljno smaknuti automatskim oružjem. Nekoliko žene i djece je također smaknuto.

## Posljedice
Human Rights Watch intervjuirao je tucet svjedoka o događajima tog dana u Izbici, koje zajedno s NATO satelitskim snimkama i video snimkama dobro dokumentiraju taj ratni zločin. Svjedoci su davali iskaze u kojima su teretili Srbe da su podmetali požare po albanskim kućama, pucali po zraku i psovali Albance. Jedan od žrtava, 90-godišnji Shaban Rexhepi, je prema iskazima spaljen živ, a 70-godišnja paralizirana starica, Zyka Bajrami, je umrla kada su Srbi zapalili prikolicu u kojoj je bila. Jedan je svjedok jedva preživio kada je uspio Srbima platiti 1100 DEM da puste njega i njegovu obitelj. Drugi svjedok preživio je strijeljanje jer se bacio na pod kada su vojnici otvorili vatru na nekolicinu albanskih zarobljenika. Izbjeglička kolona iz Izbice, na putu prema Turičevcu, je garantirana, pri čemu su poginula djeca između 8 i 15 godina. Nekoliko ljudi vratilo se natrag u selo par dana nakon što se situacija smirila i našli leševe po polju, mnogi od kojih su bili unakaženi i neprepoznatljivi.
Seljaci koji su pokopali mrtve zabilježili su da su izbrojali između 146 i 166 leševa. JNA se potom vratila, otkopala grobove i odnijela sve leševe iz Izbice, vjerojatno da pokuša sakriti dokaze. Masakr u Izbici je spomenuo Međunarodni sud za ratne zločine počinjene na području bivše Jugoslavije kada je podignuo optužnicu protiv Slobodana Miloševića i drugih.

## Presuda
Godine 2009., u presudi Međunarodnog suda za ratne zločine počinjene na području bivše Jugoslavije, donesenoj nakon nekoliko godina suđenja (prvooptuženi Milošević je u međuvremenu umro u pritvoru), kaže se sljedeće:
"Civili, kosovski Albanci, prisilno su raseljeni iz sela u općini Srbica u središnjem Kosovu krajem ožujka i u travnju 1999. Selo Turićevac granatirano je 26. ožujka te su njegovi stanovnici formirali konvoj i krenuli u pravcu Tušilja na istoku. Zatim su u Tušilje stigle snage MUP i VJ i formiran je drugi konvoj koji se počeo kretati ka Klini. Otprilike u to vrijeme, veliki broj raseljenih ljudi okupio se na jednom polju nadomak sela Izbice. Tu grupu opkolile su policijske snage koje su ženama i djeci naredile da odu u Albaniju a muškarce su zadržali. Zatim su postrojili i strijeljali muškarce u dvije grupe te ubili njih najmanje 89".

## Poveznice
- Masakr na Rogovu
- Pokolj u Račku
- Masakr u Suvoj Reci
- Operacija Potkova
- Masakr u Vučitrnu
- Masakr u Pustom Selu

## Vanjske poveznice
- CNN – Video izvještaj o Izbici  Arhivirana inačica izvorne stranice od 11. rujna 2010. (Wayback Machine)
- Satelitske snimke grobova  Arhivirana inačica izvorne stranice od 2. listopada 2006. (Wayback Machine)
- Iskaz svjedoka događaja  Arhivirana inačica izvorne stranice od 2. listopada 2006. (Wayback Machine)
- Preživjeli opisuju događaj  Arhivirana inačica izvorne stranice od 2. veljače 2011. (Wayback Machine)